# آلفرد استو
آلفرد استو (انگلیسی: Alfred Steux; ۲۳ مهٔ ۱۸۹۲ – ۹ اوت ۱۹۳۴) دوچرخه‌سوار اهل بلژیک بود.